# USS Samuel B. Roberts (DE-413)
USS Samuel B. Roberts (DE-413) — американський ескортний міноносець класу «Джон Батлер», який брав участь у Другій світовій війні. Перший із трьох кораблів ВМС США, які носили цю назву, та сорок п'яте судно свого класу. Перебував на озброєнні ВМС США трохи менше шести місяців та затонув біля Філіппін.

## Історія
Його будівництво почалося в грудні 1943 року на верфях Brown Shipbuilding, судно було спущено на воду в січні 1944 року, а введено до складу флоту в квітні. Він був озброєний основною батареєю з двох 127-мм гармат і трьох 533-мм торпедних апаратів, мав водотоннажність 1700 тонн і міг розвивати максимальну швидкість 24 вузли.
Samuel B. Roberts надійшов на озброєння ВМС США в середині Другої світової війни і, невдовзі після свого випробувального рейсу біля Бермудських островів, приєднався до Тихоокеанського флоту США. Його першим бойовим завданням було супроводження конвоїв між атолом Еніветок і Гаваями. Згодом приєднання до Оперативної групи 77.4.3 і брав участь у Філіппінській каспанії. 25 жовтня 1944 року корабель брав участь у Самарській битві, центральній битві в затоці Лейте. Він був потоплений після обстрілу японським лінкором Kongō.
У 2022 році американські дослідники виявили уламки корабля. Він розташований на глибині 6895 метрів під поверхнею і вважається найглибшим з усіх знайдених затонулих кораблів. Техаський фінансист і авантюрист Віктор Весково використав свій власний підводний апарат у відкритому морі, щоб виявити це судно.